# Kumano Maru (tàu sân bay Nhật)
Kumano Maru là một tàu đổ bộ có sàn đáp (một dạng ban đầu của tàu tấn công đổ bộ) được chế tạo cho Lục quân Đế quốc Nhật Bản trong Chiến tranh Thế giới thứ hai. Được hạ thủy và đưa ra hoạt động vào đầu năm 1945, con tàu không có hoạt động nào đáng kể cho đến khi chiến tranh kết thúc.

## Thiết kế và chế tạo
Kumano Maru được đặt lườn như một tàu hàng Kiểu M tại xưởng tàu của hãng Hitachi Shipbuilding tại Innoshima, một xưởng tàu thương mại cũng đồng thời chế tạo tàu quét mìn và tàu ngầm. Con tàu được Lục quân Nhật trưng dụng đang khi chế tạo, được cải biến thành một tàu đổ bộ, và được xếp loại như tàu đổ bộ Kiểu B. Nó có thể mang theo cho đến 12 xuồng đổ bộ kích cỡ 17 m (56 ft) và 13 chiếc 14 m (46 ft) trong khoang chứa. Chúng được thả xuống nước nhờ những đường ray qua hai cửa lớn phía đuôi tàu.
Con tàu còn được thiết kế để chở từ 8 đến 37 máy bay, tùy theo kích cỡ của chúng và số xuồng đổ bộ đang có trên tàu. Một sàn cất cánh kích thước 110 × 21,3 m (360 × 70 ft) được chế tạo bên trên sàn tàu chính cùng với một thang nâng, cho phép máy bay chứa bên dưới có thể cất cánh rồi bay đến các sân bay trên bờ. Sàn máy bay không đủ rộng để có thể cho phép máy bay hạ cánh. Ống khói của con tàu được bố trí bên mạn phải và được dẫn ngang ra phía ngoài giúp cho sàn máy bay được thông thoáng.

## Lịch sử hoạt động
Kumano Maru được hạ thủy vào ngày 28 tháng 1 năm 1945 và hoàn tất vào ngày 31 tháng 3 cùng năm, trước khi lực lượng Hoa Kỳ đổ bộ lên Okinawa. Con tàu đã không được sử dụng trong các hoạt động tác chiến.
Kumano Maru sống sót qua cuộc chiến tranh, và đã được sử dụng cho đến năm 1947 để hồi hương lực lượng Nhật Bản ở nước ngoài. Sau đó, nó được bán cho sở hữu tư nhân và được cải biến thành một tàu buôn thông thường.